# خبرگزاری اوکراین
خبرگزاری اوکراین (اوکراینی: Інформаційне агентство "Українські Новини") آژانس خصوصی خبرگزاری اوکراینی مستقر در کی‌یف است، که در سال ۱۹۹۳ توسط میخایلو کولومیتس و ولدیمیر هرانوسکی تأسیس شد.

## ساختار
این آژانس اطلاعات سیاسی، تجاری و مالی و همچنین یک سرویس محبوب گزارشگری عکس را تولید و ارائه می‌کند. از فوریه ۲۰۰۸ این شرکت بخشی از شرکت اینتر مدیا گروپ (به انگلیسی: Inter Media Group) پیشتر با نام یو ای (U.A) است. اینتر مدیا گروپ، خود یکی از شرکت‌های تابعه شرکت مستقر در روسیه است. اینتر مدیا گروپ همچنین ۶۱٪ از کانال تلویزیونی اینتر (Inter) اوکراین را در اختیار دارد.
آژانس ۲۷ محصول اطلاعاتی و تحلیلی به زبان‌های روسی، اوکراینی و انگلیسی ارائه می‌دهد. تنها آژانس در اوکراین است که صد درصد اخبار اوکراین را به انگلیسی ترجمه می‌کند.

## مرگ بنیانگذار
در ۱۸ نوامبر ۲۰۰۲، جسد بنیانگذار آن میخایلو کولومیتس پس از چهار هفته مفقود شدن، در بلاروس در حالی از یک درخت حلق آویز شده بود پیدا شد.

## ساختمان‌ها
در مه ۲۰۰۶ آژانس یک سالن کنفرانس مطبوعاتی مدرن را افتتاح کرد.
ساختمان اختصاصی آژانس درست در خارج از ایستگاه مترو پلاتس اسپورتو (Palats Sportu) در مرکز کی‌یف واقع شده‌است.